# Sonnenallee (pendeltågsstation)
Sonnenallee är en pendeltågsstation Neukölln i Berlin som fått sitt namn efter Sonnenallee.
S-Bahnstationen Sonnenallee lades ner i samband med strejken i Berlins pendeltågstrafik (Der zweite Reichsbahnerstreik) 1980. Den återöppnades 1997 och är en del av Berliner Ringbahn och trafikeras idag av S-bahntåg.

## Bilder

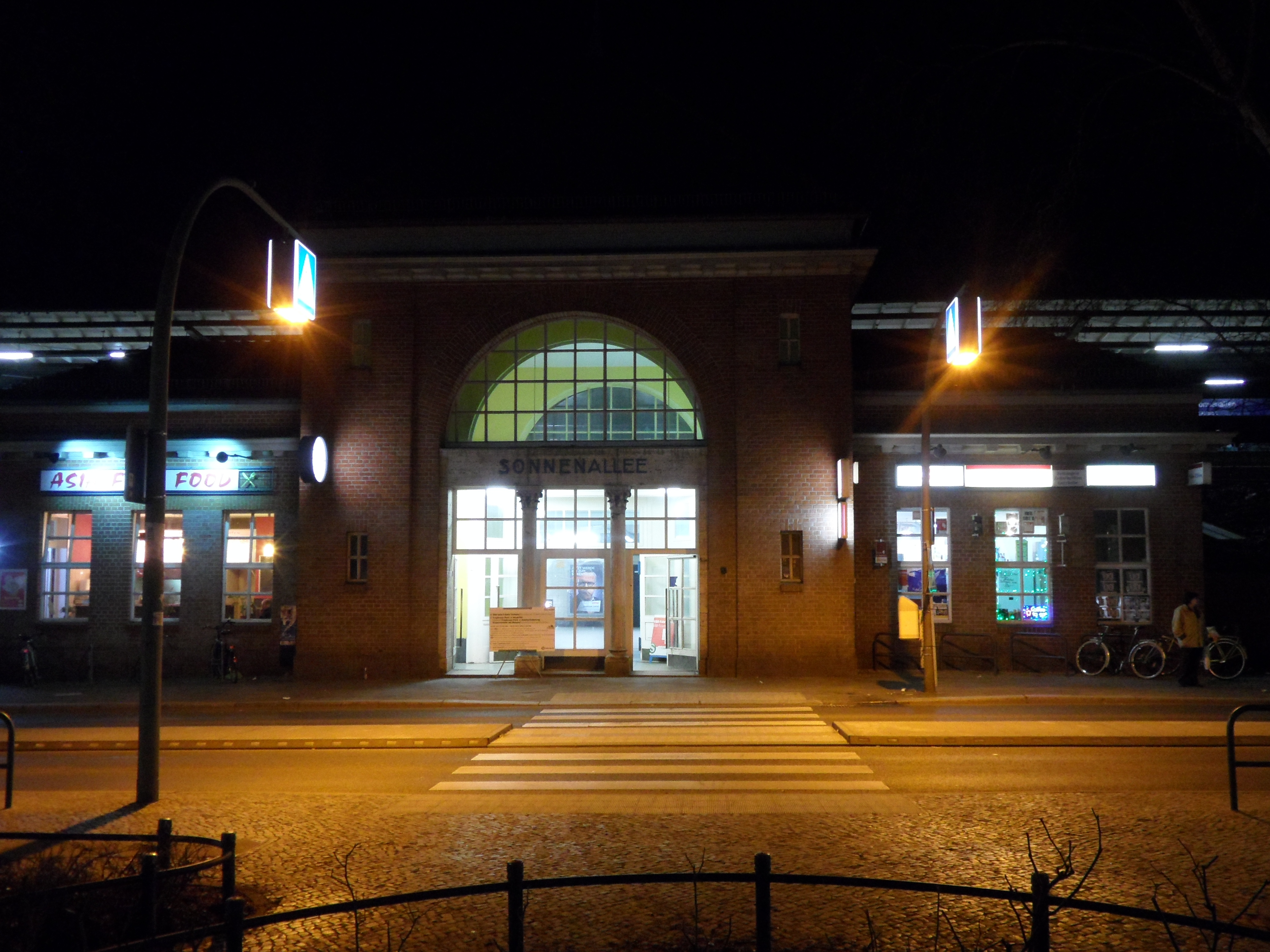
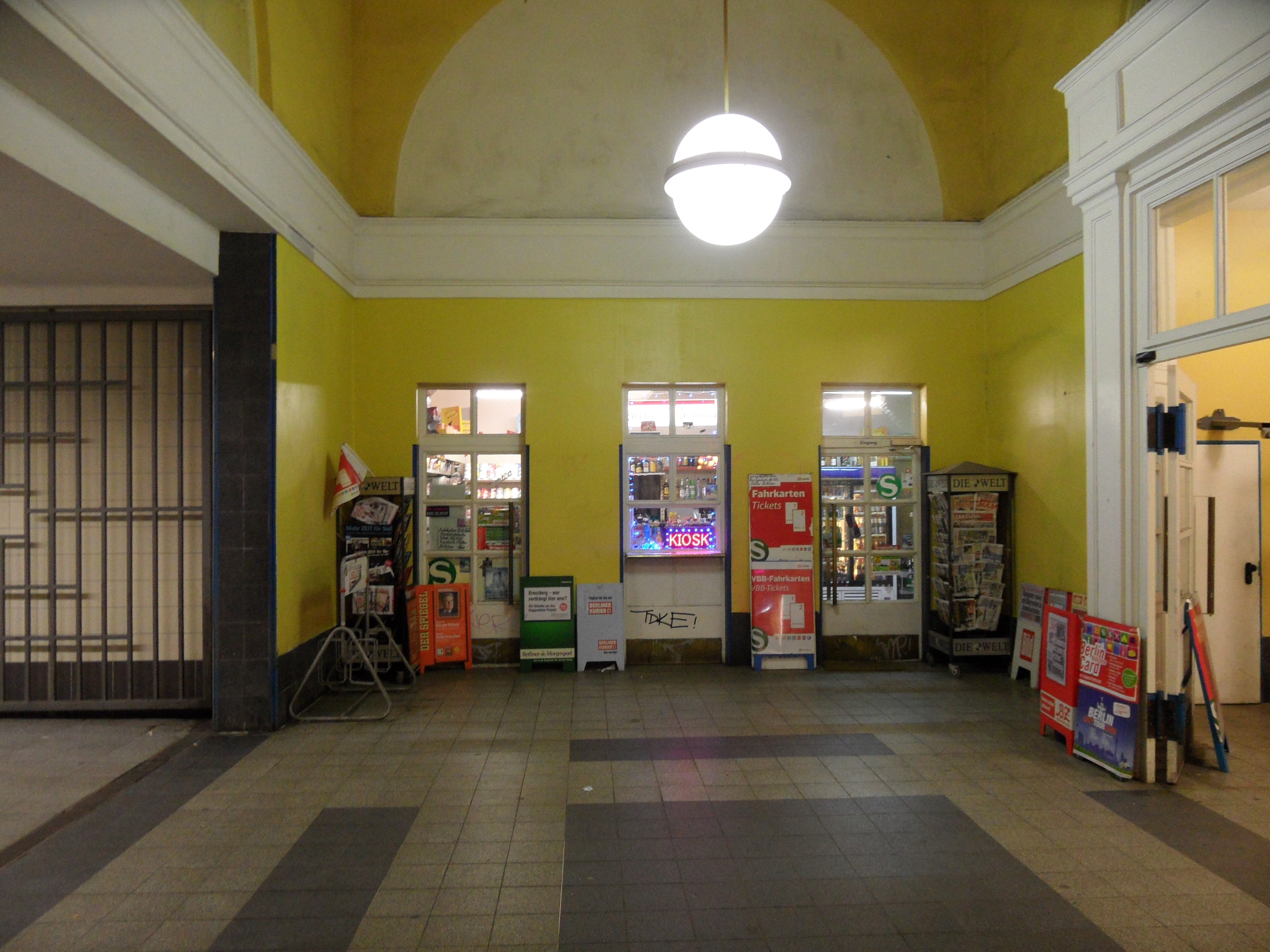
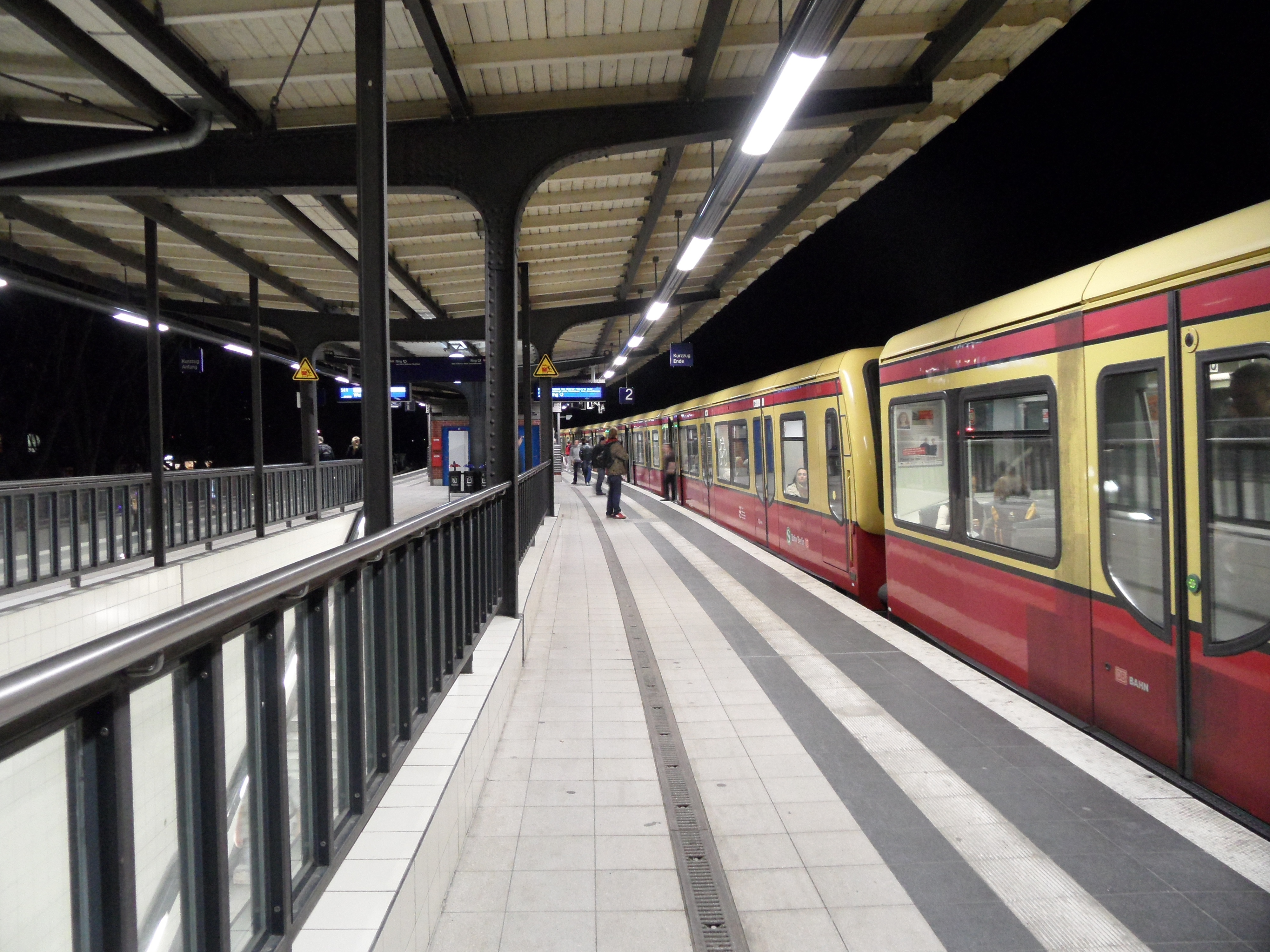
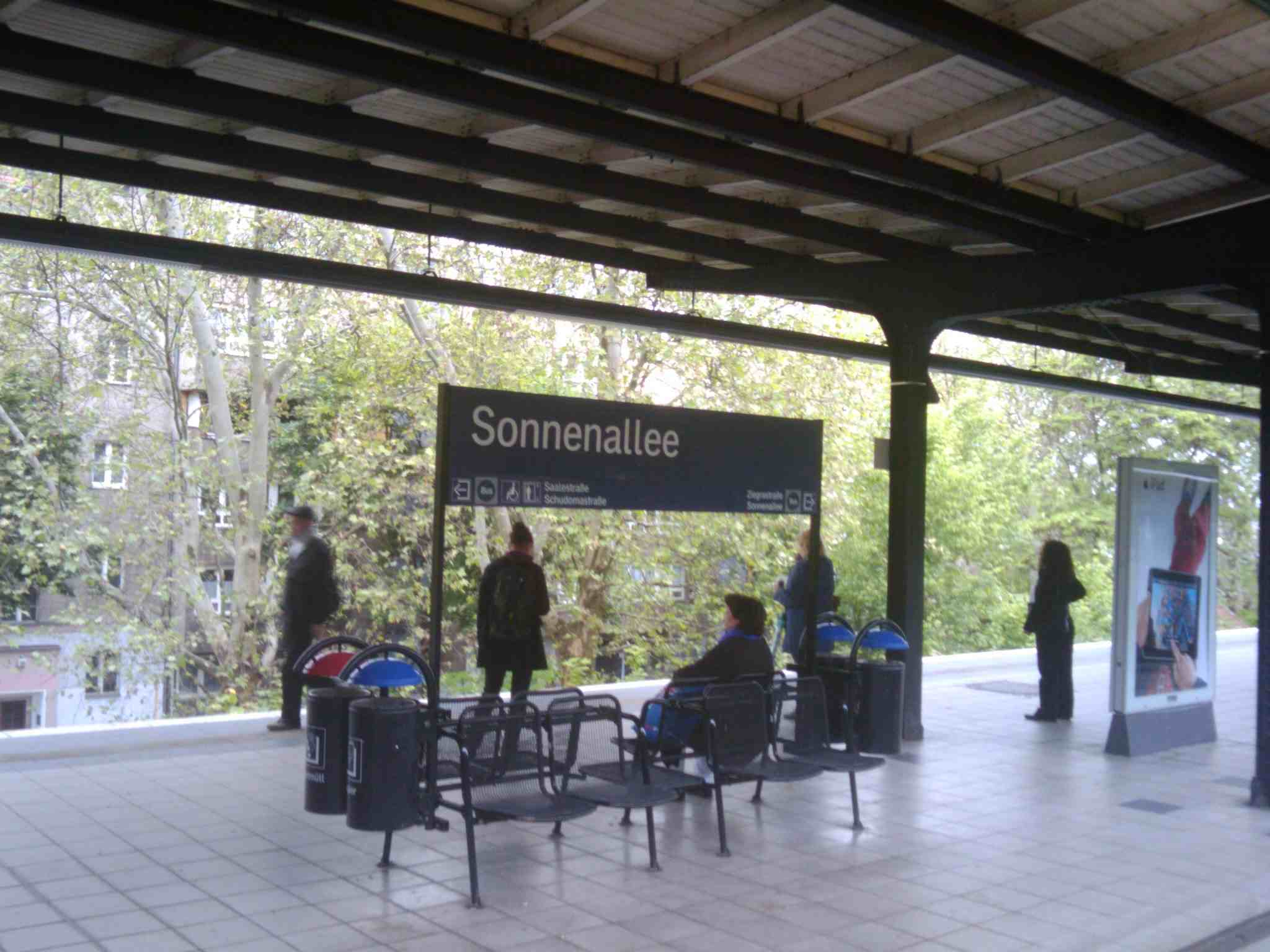